# Ornament (Mykologie)

Einige Sporenornamente (von links): warzig (verrucat), stachelig (aculeat), gratig verbunden (crestat) und netzig (reticolat)

Ein Ornament bezeichnet in der Mykologie überwiegend klar und deutlich abgegrenzte Skulpturen, die der Sporenwand aufgelagert sind (Sporenornament). Deren Form und oft auch Chemismus (z. B. Amyloidität) können für die Systematik relevant sein. So lassen sich beispielsweise die Sporenornamente aller Täublingsartigen mit Jodlösungen und die vieler Becherlingsartigen mit Baumwollblau anfärben. Die Bezeichnungen für Sporenornamente in der Literatur sind bisweilen uneinheitlich. Dörfelt orientiert sich in seinem „Wörterbuch der Mycologie“ an den gängigen Begriffen in der Palynologie (Pollenanalyse).

## Ökologische Bedeutung
Ornamentierte Sporen sind laut (Halbwachs & Bässler 2015) hydrophob. Das begünstigt die Verbreitung solcher Sporen durch Nebeltröpfchen, wirbellose Bodenbewohner und Wirbeltiere. Durch Ornamentierung haften die Sporen besser an Substraten, wie zum Beispiel Bodenpartikel und Stämme und außerdem an Haaren und Fellen von Tieren. Eine Verbreitung solcher Sporen durch tierische Vektoren wird dadurch begünstigt.